# 間々原新田
間々原新田（ままはらしんでん）は、愛知県小牧市の地名。

## 地理
小牧市西部に位置する。西は村中、南は安田町・間々、北は横内、北東は小牧原新田に接する。

### 交通
- 東名高速道路
- 国道155号

### 施設
- 小牧市スポーツ公園
- キンブル小牧店

## 歴史

### 沿革
- 江戸時代 - 詳細な年代は未詳であるが、元々は尾張国春日井郡間々村の一部であったものが、分離独立し、同郡間々原新田村を形成[2]。尾張藩領小牧代官所支配[2]。
- 1880年（明治13年） - 春日井郡の東西分割により、東春日井郡間々原新田村となる[2]。
- 1889年（明治22年） - 東春日井郡境村大字間々原新田となる[2]。
- 1894年（明治27年） - 東春日井郡真々村大字間々原新田となる[2]。
- 1906年（明治39年） - 東春日井郡小牧町大字間々原新田となる[2]。
- 1975年（昭和50年） - 一部が懐町・山北町にそれぞれ編入される[2]。
- 1980年（昭和55年） - 一部が安田町に編入される[2]。

### WEB
1. ↑  “読み仮名データの促音・拗音を小書きで表記するもの(zip形式) 愛知県” (zip).   日本郵便 (2024年2月29日). 2024年3月26日閲覧。
2. ↑  “市外局番の一覧” (PDF).   総務省 (2022年3月1日). 2022年3月22日閲覧。
3. ↑  “ナンバープレートについて”.   一般社団法人愛知県自動車会議所. 2024年1月21日閲覧。

### 書籍
1. 1 2  「角川日本地名大辞典」編纂委員会 1989, p. 1683.
2. 1 2 3 4 5 6 7 8  「角川日本地名大辞典」編纂委員会 1989, p. 1258.